# Liste des gonfaloniers de justice et prieurs de la république de Florence dans les années 1300
Pour des articles plus généraux, voir Liste des gonfaloniers de justice et prieurs de la république de Florence et Liste des gonfaloniers de justice et prieurs de la république de Florence au XIVe siècle.
Cet article dresse une liste des gonfaloniers de justice et prieurs de la république de Florence dans les années 1300.

## 1300
| Période de gouvernement          | Gonfaloniers de Justice et Prieurs                               | Notes                                  |
| -------------------------------- | ---------------------------------------------------------------- | -------------------------------------- |
| 15 décembre 1299-14 février 1300 | Cecco di Ciaio di Ristoro (ou Cecco di Ciaio Ristori del Barone) | Gonf. issu du s. San Pancrazio.        |
| 15 décembre 1299-14 février 1300 | Lapo d'Ammonito de'Minutoli                                      | Pr. du s. Oltrarno.                    |
| 15 décembre 1299-14 février 1300 | Donato di Lamberto dell'Antella                                  | Pr. du s. San Piero Scheraggio.        |
| 15 décembre 1299-14 février 1300 | Arrigo Marcovaldi                                                | Pr. du s. Borgo.                       |
| 15 décembre 1299-14 février 1300 | Bartolo di Jacopo Bueri                                          | Pr. du s. San Pancrazio.               |
| 15 décembre 1299-14 février 1300 | Mess. Donato di Mess. Alberto Ristori                            | Pr. du s. Porta del Duomo.             |
| 15 décembre 1299-14 février 1300 | Lapo del Biondo Benci                                            | Pr. du s. Porta San Piero.             |
| 15 février 1300-14 avril 1300    | Filippo Rinucci                                                  | Gonf. issu du s. Oltrarno.             |
| 15 février 1300-14 avril 1300    | Maestro Lapo del Maestro Rinuccino                               | Pr. du s. Oltrarno. Médecin.           |
| 15 février 1300-14 avril 1300    | Spinello di Rinieri Girolami                                     | Pr. du s. San Piero Scheraggio.        |
| 15 février 1300-14 avril 1300    | Naldo di Mess. Ugo Altoviti                                      | Pr. du s. Borgo.                       |
| 15 février 1300-14 avril 1300    | Bartolo Orlandini                                                | Pr. du s. San Pancrazio.               |
| 15 février 1300-14 avril 1300    | Gianni di Lapo Ruffoli                                           | Pr. du s. Porta del Duomo.             |
| 15 février 1300-14 avril 1300    | Gaddo di Forese Falconieri                                       | Pr. du s. Porta San Piero.             |
| 15 avril 1300-14 juin 1300       | Guido Ubaldini da Signa                                          | Gonf. issu du s. Borgo.                |
| 15 avril 1300-14 juin 1300       | Nagio di Nagio                                                   | Pr. du s. Oltrarno.                    |
| 15 avril 1300-14 juin 1300       | Mess. Lapo Salterelli                                            | Pr. du s. San Piero Scheraggio. Juge.  |
| 15 avril 1300-14 juin 1300       | Michele d'Angelotto Fantoni                                      | Pr. du s. Borgo.                       |
| 15 avril 1300-14 juin 1300       | Vanni Torelli                                                    | Pr. du s. San Pancrazio.               |
| 15 avril 1300-14 juin 1300       | Nuto Marignolli                                                  | Pr. du s. Porta del Duomo.             |
| 15 avril 1300-14 juin 1300       | Gherardino di Diodato Gherardini                                 | Pr. du s. Porta San Piero.             |
| 15 juin 1300-14 août 1300        | Fazio da Micciole                                                | Gonf. issu du s. Porta San Piero.      |
| 15 juin 1300-14 août 1300        | Noffo di Guido Buonafedi (ou Bonaffedi)                          | Pr. du s. Oltrarno.                    |
| 15 juin 1300-14 août 1300        | Neri di Mess. Jacopo del Giudice Alberti                         | Pr. du s. San Piero Scheraggio.        |
| 15 juin 1300-14 août 1300        | Nello d'Arrighetto Doni                                          | Pr. du s. Borgo.                       |
| 15 juin 1300-14 août 1300        | Bindo di Donato Bilenchi                                         | Pr. du s. San Pancrazio.               |
| 15 juin 1300-14 août 1300        | Ricco Falconetti                                                 | Pr. du s. Porta del Duomo.             |
| 15 juin 1300-14 août 1300        | Dante Alighieri                                                  | Pr. du s. Porta San Piero.             |
| 15 août 1300-14 octobre 1300     | Braccino di Mess. Albizzo Trinciavelli                           | Gonf. issu du s. San Pancrazio.        |
| 15 août 1300-14 octobre 1300     | Cere di Piloso Canigiani                                         | Pr. du s. Oltrarno.                    |
| 15 août 1300-14 octobre 1300     | Guccio di Filippo Filippi                                        | Pr. du s. San Piero Scheraggio.        |
| 15 août 1300-14 octobre 1300     | Senno Rinuccini                                                  | Pr. du s. Borgo.                       |
| 15 août 1300-14 octobre 1300     | Monpuccio di Salvi del Chiaro Girolami                           | Pr. du s. San Pancrazio.               |
| 15 août 1300-14 octobre 1300     | Ricco di Lapo Arrighi                                            | Pr. du s. Porta del Duomo.             |
| 15 août 1300-14 octobre 1300     | Davizzino di Rinieri de'Davizzi                                  | Pr. du s. Porta San Piero.             |
| 15 octobre 1300-14 décembre 1300 | Taldo di Mess. Maffeo Tedaldi (ou Tedaldo Tedaldi)               | Gonf. issu du s. San Piero Scheraggio. |
| 15 octobre 1300-14 décembre 1300 | Corso Davanzi                                                    | Pr. du s. Oltrarno.                    |
| 15 octobre 1300-14 décembre 1300 | Bacherello del Rosso Bacherelli                                  | Pr. du s. San Piero Scheraggio.        |
| 15 octobre 1300-14 décembre 1300 | Cione d'Arrigo Paradisi                                          | Pr. du s. Borgo.                       |
| 15 octobre 1300-14 décembre 1300 | Ammannato di Prospero della Vigna                                | Pr. du s. San Pancrazio.               |
| 15 octobre 1300-14 décembre 1300 | Rinaldo Buonacosa                                                | Pr. du s. Porta del Duomo.             |
| 15 octobre 1300-14 décembre 1300 | Villano di Stoldo Villani                                        | Pr. du s. Porta San Piero.             |
| 15 décembre 1300-14 février 1301 | Orlanduccio Orlandi (ou Orlandino Orlandi)                       | Gonf. issu du s. Porta del Duomo.      |
| 15 décembre 1300-14 février 1301 | Vanni d'Ugolino Benivieni                                        | Pr. du s. Oltrarno.                    |
| 15 décembre 1300-14 février 1301 | Buonaguida di Rinaldo Rinieri                                    | Pr. du s. San Piero Scheraggio.        |
| 15 décembre 1300-14 février 1301 | Lippo Tracche                                                    | Pr. du s. Borgo.                       |
| 15 décembre 1300-14 février 1301 | Guglielmo Stracciabende                                          | Pr. du s. San Pancrazio.               |
| 15 décembre 1300-14 février 1301 | Mess. Dogino dal Borgo                                           | Pr. du s. Porta del Duomo. Juge.       |
| 15 décembre 1300-14 février 1301 | Maccio d'Ardingo Macci                                           | Pr. du s. Porta San Piero.             |

## 1301
| Période de gouvernement          | Gonfaloniers de Justice et Prieurs                | Notes                                                           |
| -------------------------------- | ------------------------------------------------- | --------------------------------------------------------------- |
| 15 décembre 1300-14 février 1301 | Orlanduccio Orlandi (ou Orlandino Orlandi)        | Gonf. issu du s. Porta del Duomo.                               |
| 15 décembre 1300-14 février 1301 | Vanni d'Ugolino Benivieni                         | Pr. du s. Oltrarno.                                             |
| 15 décembre 1300-14 février 1301 | Buonaguida di Rinaldo Rinieri                     | Pr. du s. San Piero Scheraggio.                                 |
| 15 décembre 1300-14 février 1301 | Lippo Tracche                                     | Pr. du s. Borgo.                                                |
| 15 décembre 1300-14 février 1301 | Guglielmo Stracciabende                           | Pr. du s. San Pancrazio.                                        |
| 15 décembre 1300-14 février 1301 | Mess. Dogino dal Borgo                            | Pr. du s. Porta del Duomo. Juge.                                |
| 15 décembre 1300-14 février 1301 | Maccio d'Ardingo Macci                            | Pr. du s. Porta San Piero.                                      |
| 15 février 1301-14 avril 1301    | Chiarissimo di Buonapace de'Cionacci              | Gonf. issu du s. Porta San Piero.                               |
| 15 février 1301-14 avril 1301    | Piero Compagni                                    | Pr. du s. Oltrarno.                                             |
| 15 février 1301-14 avril 1301    | Sinibaldo del Migliore                            | Pr. du s. San Piero Scheraggio.                                 |
| 15 février 1301-14 avril 1301    | Cambio Aldobrandini                               | Pr. du s. Borgo.                                                |
| 15 février 1301-14 avril 1301    | Dante di Rinaldo Cambi                            | Pr. du s. San Pancrazio.                                        |
| 15 février 1301-14 avril 1301    | Piero di Forese                                   | Pr. du s. Porta del Duomo.                                      |
| 15 février 1301-14 avril 1301    | Mazzaferro Rinieri                                | Pr. du s. Porta San Piero.                                      |
| 15 avril 1301-14 juin 1301       | Guido Baldovinetti                                | Gonf. issu du s. Borgo.                                         |
| 15 avril 1301-14 juin 1301       | Vanni di Cino Sigoli                              | Pr. du s. Oltrarno.                                             |
| 15 avril 1301-14 juin 1301       | Massaio Raffacani                                 | Pr. du s. San Piero Scheraggio.                                 |
| 15 avril 1301-14 juin 1301       | Mess. Palmieri di Mess. Ugo Altoviti              | Pr. du s. Borgo.                                                |
| 15 avril 1301-14 juin 1301       | Piero di Guardi Rustichini                        | Pr. du s. San Pancrazio.                                        |
| 15 avril 1301-14 juin 1301       | Martellino del Ricco di Buto Davanzi              | Pr. du s. Porta del Duomo.                                      |
| 15 avril 1301-14 juin 1301       | Guido di Forese Falconieri                        | Pr. du s. Porta San Piero.                                      |
| 15 juin 1301-14 août 1301        | Lippo Vinci (ou Lapo di Vinci ?)                  | Gonf. issu du s. Oltrarno.                                      |
| 15 juin 1301-14 août 1301        | Ser Simone Guidalotti                             | Pr. du s. Oltrarno.                                             |
| 15 juin 1301-14 août 1301        | Neri Pepi                                         | Pr. du s. San Piero Scheraggio.                                 |
| 15 juin 1301-14 août 1301        | Giovanni di Donato Ulivieri (ou Olivieri)         | Pr. du s. Borgo.                                                |
| 15 juin 1301-14 août 1301        | Maso di Giacomo Biliotti                          | Pr. du s. San Pancrazio.                                        |
| 15 juin 1301-14 août 1301        | Guido Mostanza                                    | Pr. du s. Porta del Duomo.                                      |
| 15 juin 1301-14 août 1301        | Geri di Ser Durante de'Chiaramontesi              | Pr. du s. Porta San Piero.                                      |
| 15 août 1301-14 octobre 1301     | Spinello Mazza Girolami                           | Gonf. issu du s. San Piero Scheraggio.                          |
| 15 août 1301-14 octobre 1301     | Piero Guarnieri                                   | Pr. du s. Oltrarno.                                             |
| 15 août 1301-14 octobre 1301     | Ridolfo di Gianni della Barba                     | Pr. du s. San Piero Scheraggio.                                 |
| 15 août 1301-14 octobre 1301     | Tancredi da Vicchio                               | Pr. du s. Borgo.                                                |
| 15 août 1301-14 octobre 1301     | Davizzo del Trincia Trincanelli (ou Trinciavelli) | Pr. du s. San Pancrazio.                                        |
| 15 août 1301-14 octobre 1301     | Corso di Messer Alberto Ristori                   | Pr. du s. Porta del Duomo.                                      |
| 15 août 1301-14 octobre 1301     | Lippo di Piero                                    | Pr. du s. Porta San Piero. Armurier (corazzaio).                |
| 15 octobre 1301-6 novembre 1301  | Pietro Brandani                                   | Gonf. issu du s. San Pancrazio.                                 |
| 15 octobre 1301-6 novembre 1301  | Lapo di Pace Angiolieri                           | Pr. du s. Oltrarno.                                             |
| 15 octobre 1301-6 novembre 1301  | Lippo di Falco Cambi                              | Pr. du s. San Piero Scheraggio.                                 |
| 15 octobre 1301-6 novembre 1301  | Dino Compagni                                     | Pr. du s. Borgo.                                                |
| 15 octobre 1301-6 novembre 1301  | Girolamo di Salvi del Chiaro Girolami             | Pr. du s. San Pancrazio.                                        |
| 15 octobre 1301-6 novembre 1301  | Guccio Marignolli                                 | Pr. du s. Porta del Duomo.                                      |
| 15 octobre 1301-6 novembre 1301  | Vermiglio di Giacomino Alfani                     | Pr. du s. Porta San Piero.                                      |
| 7 novembre 1301-14 décembre 1301 | Tedice Manovelli                                  | Gonf. issu du s. Porta del Duomo.                               |
| 7 novembre 1301-14 décembre 1301 | Baldo Ridolfi                                     | Pr. du s. Oltrarno.                                             |
| 7 novembre 1301-14 décembre 1301 | Duccio di Gherardino Magalotti                    | Pr. du s. San Piero Scheraggio.                                 |
| 7 novembre 1301-14 décembre 1301 | Neri di Mess. Jacopo Ardinghelli                  | Pr. du s. Borgo.                                                |
| 7 novembre 1301-14 décembre 1301 | Ammannato di Rota Ammannati Beccanugi             | Pr. du s. San Pancrazio.                                        |
| 7 novembre 1301-14 décembre 1301 | Mess. Andrea da Cerreto                           | Pr. du s. Porta del Duomo.                                      |
| 7 novembre 1301-14 décembre 1301 | Ricco di Ser Compagno degli Albizzi               | Pr. du s. Porta San Piero.                                      |
| 15 décembre 1301-14 février 1302 | Neri di Guido de'Ricci                            | Gonf. issu du s. Porta San Piero.                               |
| 15 décembre 1301-14 février 1302 | Bianco di Guarnieri del Bene                      | Pr. du s. Oltrarno.                                             |
| 15 décembre 1301-14 février 1302 | Mess. Giovanni Rustichelli                        | Pr. du s. San Piero Scheraggio. Expert en droit (iurisperitus). |
| 15 décembre 1301-14 février 1302 | Lapo di Ser Rinieri Albertini                     | Pr. du s. Borgo.                                                |
| 15 décembre 1301-14 février 1302 | Lapo dello Strozza Strozzi                        | Pr. du s. San Pancrazio.                                        |
| 15 décembre 1301-14 février 1302 | Bernardino di Giambone de'Medici                  | Pr. du s. Porta del Duomo.                                      |
| 15 décembre 1301-14 février 1302 | Salvino Dirittafede                               | Pr. du s. Porta San Piero.                                      |

## 1302
| Période de gouvernement          | Gonfaloniers de Justice et Prieurs          | Notes                                                               |
| -------------------------------- | ------------------------------------------- | ------------------------------------------------------------------- |
| 15 décembre 1301-14 février 1302 | Neri di Guido de'Ricci                      | Gonf. issu du s. Porta San Piero.                                   |
| 15 décembre 1301-14 février 1302 | Bianco di Guarnieri del Bene                | Pr. du s. Oltrarno.                                                 |
| 15 décembre 1301-14 février 1302 | Mess. Giovanni Rustichelli                  | Pr. du s. San Piero Scheraggio. Expert en droit (iurisperitus).     |
| 15 décembre 1301-14 février 1302 | Lapo di Ser Rinieri Albertini               | Pr. du s. Borgo.                                                    |
| 15 décembre 1301-14 février 1302 | Lapo dello Strozza Strozzi                  | Pr. du s. San Pancrazio.                                            |
| 15 décembre 1301-14 février 1302 | Bernardino di Giambone de'Medici            | Pr. du s. Porta del Duomo.                                          |
| 15 décembre 1301-14 février 1302 | Salvino Dirittafede                         | Pr. du s. Porta San Piero.                                          |
| 15 février 1302-14 avril 1302    | Duccio di Guido Mancini (ou Guccio Mancini) | Gonf. issu du s. Porta San Piero.                                   |
| 15 février 1302-14 avril 1302    | Mess. Jacopo da Certaldo                    | Pr. du s. Oltrarno. Expert en droit (iurisperitus).                 |
| 15 février 1302-14 avril 1302    | Lapo di Talento Bucelli                     | Pr. du s. San Piero Scheraggio.                                     |
| 15 février 1302-14 avril 1302    | Ser Medico Aliotti                          | Pr. du s. Borgo.                                                    |
| 15 février 1302-14 avril 1302    | Bartolo di Giacomo del Buera                | Pr. du s. San Pancrazio.                                            |
| 15 février 1302-14 avril 1302    | Nello Rinucci                               | Pr. du s. Porta del Duomo.                                          |
| 15 février 1302-14 avril 1302    | Vieri di Falco Baldovini                    | Pr. du s. Porta San Piero.                                          |
| 15 avril 1302-14 juin 1302       | Geri di Mess. Jacopo Rosoni                 | Gonf. issu du s. Porta del Duomo.                                   |
| 15 avril 1302-14 juin 1302       | Simone di Mess. Bonaccorso da Passignano    | Pr. du s. Oltrarno.                                                 |
| 15 avril 1302-14 juin 1302       | Manetto Bonricoveri                         | Pr. du s. San Piero Scheraggio.                                     |
| 15 avril 1302-14 juin 1302       | Neri Cambi                                  | Pr. du s. Borgo.                                                    |
| 15 avril 1302-14 juin 1302       | Gherardo di Pagno Bordoni                   | Pr. du s. San Pancrazio.                                            |
| 15 avril 1302-14 juin 1302       | Martello di Ghetto Martelli                 | Pr. du s. Porta del Duomo. Fabricant d'épées (spadarius, spadaio) ? |
| 15 avril 1302-14 juin 1302       | Passa di Zato Passavanti                    | Pr. du s. Porta San Piero.                                          |
| 15 juin 1302-14 août 1302        | Simone di Tuccio Guicciardini               | Gonf. issu du s. Oltrarno.                                          |
| 15 juin 1302-14 août 1302        | Neri Corsini                                | Pr. du s. Oltrarno.                                                 |
| 15 juin 1302-14 août 1302        | Catellino Raffacani                         | Pr. du s. San Piero Scheraggio.                                     |
| 15 juin 1302-14 août 1302        | Giovanni di Benozzo Manovelli               | Pr. du s. Borgo.                                                    |
| 15 juin 1302-14 août 1302        | Duccio Belcari                              | Pr. du s. San Pancrazio.                                            |
| 15 juin 1302-14 août 1302        | Buto di Ricco Davanzi                       | Pr. du s. Porta del Duomo.                                          |
| 15 juin 1302-14 août 1302        | Mess. Lotto del Maestro Salvi Salviati      | Pr. du s. Porta San Piero.                                          |
| 15 août 1302-14 octobre 1302     | Simone di Guazza Ulivieri (ou Olivieri)     | Gonf. issu du s. Borgo.                                             |
| 15 août 1302-14 octobre 1302     | Tuccio Ferrucci                             | Pr. du s. Oltrarno.                                                 |
| 15 août 1302-14 octobre 1302     | Bello d'Alberto Alberti                     | Pr. du s. San Piero Scheraggio.                                     |
| 15 août 1302-14 octobre 1302     | Dardano Acciaiuoli                          | Pr. du s. Borgo.                                                    |
| 15 août 1302-14 octobre 1302     | Cecco di Ciaio Ristori                      | Pr. du s. San Pancrazio.                                            |
| 15 août 1302-14 octobre 1302     | Betto Rinaldi                               | Pr. du s. Porta del Duomo.                                          |
| 15 août 1302-14 octobre 1302     | Migliore Guadagni                           | Pr. du s. Porta San Piero.                                          |
| 15 octobre 1302-14 décembre 1302 | Mari di Spinello da Mosciano                | Gonf. issu du s. San Pancrazio.                                     |
| 15 octobre 1302-14 décembre 1302 | Lapo di Mess. Angiolino de'Magli            | Pr. du s. Oltrarno.                                                 |
| 15 octobre 1302-14 décembre 1302 | Cione di Bencivenni da Magnale              | Pr. du s. San Piero Scheraggio.                                     |
| 15 octobre 1302-14 décembre 1302 | Tuccio di Bello degli Scilinguati           | Pr. du s. Borgo.                                                    |
| 15 octobre 1302-14 décembre 1302 | Nardo di Giunta Rucellai                    | Pr. du s. San Pancrazio.                                            |
| 15 octobre 1302-14 décembre 1302 | Piero Borghi del Manzuolo                   | Pr. du s. Porta del Duomo.                                          |
| 15 octobre 1302-14 décembre 1302 | Mess. Baldo d'Aguglione                     | Pr. du s. Porta San Piero.                                          |
| 15 décembre 1302-14 février 1303 | Lapo Minerbetti                             | Gonf. issu du s. San Pancrazio.                                     |
| 15 décembre 1302-14 février 1303 | Sanna di Benci                              | Pr. du s. Oltrarno.                                                 |
| 15 décembre 1302-14 février 1303 | Mess. Chiaro di Ser Venisti                 | Pr. du s. San Piero Scheraggio.                                     |
| 15 décembre 1302-14 février 1303 | Lapo Rinnovati                              | Pr. du s. Borgo.                                                    |
| 15 décembre 1302-14 février 1303 | Rotino di Boninsegna Beccanugi              | Pr. du s. San Pancrazio.                                            |
| 15 décembre 1302-14 février 1303 | Vieri del Bello Rondinelli                  | Pr. du s. Porta del Duomo.                                          |
| 15 décembre 1302-14 février 1303 | Giovanni di Guido de'Giugni                 | Pr. du s. Porta San Piero.                                          |

## 1303
| Période de gouvernement          | Gonfaloniers de Justice et Prieurs                                            | Notes |
| -------------------------------- | ----------------------------------------------------------------------------- | --- |
| 15 décembre 1302-14 février 1303 | Lapo Minerbetti                                                               | Gonf. issu du s. San Pancrazio.                                                                                                   |
| 15 décembre 1302-14 février 1303 | Sanna di Benci                                                                | Pr. du s. Oltrarno. |
| 15 décembre 1302-14 février 1303 | Mess. Chiaro di Ser Venisti                                                   | Pr. du s. San Piero Scheraggio.                                                                                                   |
| 15 décembre 1302-14 février 1303 | Lapo Rinnovati                                                                | Pr. du s. Borgo. |
| 15 décembre 1302-14 février 1303 | Rotino di Boninsegna Beccanugi                                                | Pr. du s. San Pancrazio. |
| 15 décembre 1302-14 février 1303 | Vieri del Bello Rondinelli                                                    | Pr. du s. Porta del Duomo. |
| 15 décembre 1302-14 février 1303 | Giovanni di Guido de'Giugni                                                   | Pr. du s. Porta San Piero. |
| 15 février 1303-14 avril 1303    | Bezzolo di Forte Bezzoli (ou Bezolo de'Bezoli, ou Bezzola del Forte Bezzuoli) | Gonf. issu du s. Porta del Duomo.                                                                                                 |
| 15 février 1303-14 avril 1303    | Sassolo Sassolini                                                             | Pr. du s. Oltrarno. |
| 15 février 1303-14 avril 1303    | Borghese Migliorati                                                           | Pr. du s. San Piero Scheraggio. Mort dès le 16 février, sans avoir pu réellement exercer sa charge, du fait de son état de santé. |
| 15 février 1303-14 avril 1303    | Duccio Risaliti                                                               | Pr. du s. San Piero Scheraggio. Élu le 17 février en remplacement de Borghese Migliorati.                                         |
| 15 février 1303-14 avril 1303    | Mess. Bonifazio da Signa                                                      | Pr. du s. Borgo. Expert en droit (iurisperitus).                                                                                  |
| 15 février 1303-14 avril 1303    | Manno Attaviani                                                               | Pr. du s. San Pancrazio. |
| 15 février 1303-14 avril 1303    | Albizzo di Bonaggiunta de'Medici                                              | Pr. du s. Porta del Duomo. |
| 15 février 1303-14 avril 1303    | Vezzo de'Vezzosi                                                              | Pr. du s. Porta San Piero. |
| 15 avril 1303-14 juin 1303       | Vanni del Buono Gherardini                                                    | Gonf. issu du s. Porta San Piero.                                                                                                 |
| 15 avril 1303-14 juin 1303       | Cione Benintendi                                                              | Pr. du s. Oltrarno. |
| 15 avril 1303-14 juin 1303       | Donato di Lamberto dell'Antella                                               | Pr. du s. San Piero Scheraggio.                                                                                                   |
| 15 avril 1303-14 juin 1303       | Pesce di Gusgio Pesci                                                         | Pr. du s. Borgo. |
| 15 avril 1303-14 juin 1303       | Marino Orlandi                                                                | Pr. du s. San Pancrazio. |
| 15 avril 1303-14 juin 1303       | Benincasa di Falco                                                            | Pr. du s. Porta del Duomo. |
| 15 avril 1303-14 juin 1303       | Cionetto di Giovenco de'Bastari                                               | Pr. du s. Porta San Piero. |
| 15 juin 1303-14 août 1303        | Avvocato di Gherardo del Bello                                                | Gonf. issu du s. Borgo. |
| 15 juin 1303-14 août 1303        | Cione di Maffeo Pitti                                                         | Pr. du s. Oltrarno. |
| 15 juin 1303-14 août 1303        | Duccio di Gianni Bucelli                                                      | Pr. du s. San Piero Scheraggio.                                                                                                   |
| 15 juin 1303-14 août 1303        | Tuccio del Bieco Baldovinetti                                                 | Pr. du s. Borgo. |
| 15 juin 1303-14 août 1303        | Ferruccino di Pagno Bordoni                                                   | Pr. du s. San Pancrazio. |
| 15 juin 1303-14 août 1303        | Taddeo di Mess. Aldobrando da Cerreto                                         | Pr. du s. Porta del Duomo. |
| 15 juin 1303-14 août 1303        | Lotto di Puccio Ardinghi                                                      | Pr. du s. Porta San Piero. |
| 15 août 1303-14 octobre 1303     | Cenni d'Alberto del Giudice Alberti                                           | Gonf. issu du s. San Piero Scheraggio.                                                                                            |
| 15 août 1303-14 octobre 1303     | Lapo Bonaiuti                                                                 | Pr. du s. Oltrarno. |
| 15 août 1303-14 octobre 1303     | Neri di Guido di Malabocca Mancini                                            | Pr. du s. San Piero Scheraggio.                                                                                                   |
| 15 août 1303-14 octobre 1303     | Lapo di Donato Ardinghelli                                                    | Pr. du s. Borgo. |
| 15 août 1303-14 octobre 1303     | Pagno dello Strozza Strozzi                                                   | Pr. du s. San Pancrazio. |
| 15 août 1303-14 octobre 1303     | Geri Cardinali                                                                | Pr. du s. Porta del Duomo. |
| 15 août 1303-14 octobre 1303     | Torrigiano di Guido Orlandi                                                   | Pr. du s. Porta San Piero. |
| 15 octobre 1303-14 décembre 1303 | Aglione di Cione Aglioni                                                      | Gonf. issu du s. Oltrarno. |
| 15 octobre 1303-14 décembre 1303 | Dato di Messer Andrea Canigiani                                               | Pr. du s. Oltrarno. |
| 15 octobre 1303-14 décembre 1303 | Neri di Jacopo Rimbertini                                                     | Pr. du s. San Piero Scheraggio.                                                                                                   |
| 15 octobre 1303-14 décembre 1303 | Lapo di Guazza Ulivieri (ou Olivieri)                                         | Pr. du s. Borgo. |
| 15 octobre 1303-14 décembre 1303 | Vanni di Puccio Benvenuti                                                     | Pr. du s. San Pancrazio. |
| 15 octobre 1303-14 décembre 1303 | Amadore di Ridolfo                                                            | Pr. du s. Porta del Duomo. |
| 15 octobre 1303-14 décembre 1303 | Naddo di Jacopo Covoni                                                        | Pr. du s. Porta San Piero. |
| 15 décembre 1303-14 février 1304 | Cione Magalotti                                                               | Gonf. |
| 15 décembre 1303-14 février 1304 | Matteo Biliotti                                                               | Pr. du s. Oltrarno. |
| 15 décembre 1303-14 février 1304 | Ser Bindo Vernaccia                                                           | Pr. du s. San Piero Scheraggio.                                                                                                   |
| 15 décembre 1303-14 février 1304 | Neri Aldobrandini                                                             | Pr. du s. Borgo. |
| 15 décembre 1303-14 février 1304 | Cardinale di Mess. Alberto                                                    | Pr. du s. San Pancrazio. |
| 15 décembre 1303-14 février 1304 | Nigi Dietisalvi                                                               | Pr. du s. Porta del Duomo. |
| 15 décembre 1303-14 février 1304 | Uberto di Lando degli Albizzi                                                 | Pr. du s. Porta San Piero. |

## 1304
| Période de gouvernement          | Gonfaloniers de Justice et Prieurs       | Notes |
| -------------------------------- | ---------------------------------------- | --- |
| 15 décembre 1303-14 février 1304 | Cione Magalotti                          | Gonf. |
| 15 décembre 1303-14 février 1304 | Matteo Biliotti                          | Pr. du s. Oltrarno. |
| 15 décembre 1303-14 février 1304 | Ser Bindo Vernaccia                      | Pr. du s. San Piero Scheraggio. |
| 15 décembre 1303-14 février 1304 | Neri Aldobrandini                        | Pr. du s. Borgo. |
| 15 décembre 1303-14 février 1304 | Cardinale di Mess. Alberto               | Pr. du s. San Pancrazio. |
| 15 décembre 1303-14 février 1304 | Nigi Dietisalvi                          | Pr. du s. Porta del Duomo. |
| 15 décembre 1303-14 février 1304 | Uberto di Lando degli Albizzi            | Pr. du s. Porta San Piero. |
| 15 février 1304-14 avril 1304    | Mess. Jacopo de'Ricci                    | Gonf. issu du s. Porta San Piero. |
| 15 février 1304-14 avril 1304    | Mess. Albizzo Corbinelli                 | Pr. du s. Oltrarno. Expert en droit (iurisperitus). |
| 15 février 1304-14 avril 1304    | Recco di Mico del Cappone                | Pr. du s. Oltrarno. |
| 15 février 1304-14 avril 1304    | Gherardo d'Aldobrandino Canigiani        | Pr. du s. Oltrarno. |
| 15 février 1304-14 avril 1304    | Giotto d'Arnoldo Peruzzi                 | Pr. du s. San Piero Scheraggio. |
| 15 février 1304-14 avril 1304    | Lapo di Guarenzo Domenichi (ou Dominici) | Pr. du s. San Piero Scheraggio. |
| 15 février 1304-14 avril 1304    | Borghino di Bieco Baldovinetti           | Pr. du s. Borgo. |
| 15 février 1304-14 avril 1304    | Gentile di Messer Oddo Altoviti          | Pr. du s. Borgo. |
| 15 février 1304-14 avril 1304    | Anselmo di Palla Bernardi                | Pr. du s. San Pancrazio. |
| 15 février 1304-14 avril 1304    | Ammannato di Rota Ammannati Beccanugi    | Pr. du s. San Pancrazio. |
| 15 février 1304-14 avril 1304    | Borgo Rinaldi                            | Pr. du s. Porta del Duomo. |
| 15 février 1304-14 avril 1304    | Gherardo di Barzia degli Scolari         | Pr. du s. Porta del Duomo. |
| 15 février 1304-14 avril 1304    | Ser Arrigo de'Rocchi                     | Pr. du s. Porta San Piero. |
| 15 février 1304-14 avril 1304    | Lapo Rinaldi                             | Pr. du s. Porta San Piero. |
| 15 avril 1304-14 juin 1304       | Vanni Accolti                            | Gonf. issu du s. Borgo. |
| 15 avril 1304-14 juin 1304       | Mess. Lotteringo da Montespertoli        | Pr. du s. Oltrarno. Juge. |
| 15 avril 1304-14 juin 1304       | Noffo di Guido Buonafedi (ou Bonaffedi)  | Pr. du s. Oltrarno. |
| 15 avril 1304-14 juin 1304       | Massaio Raffacani                        | Pr. du s. San Piero Scheraggio. |
| 15 avril 1304-14 juin 1304       | Banco Ragugi (ou Raugi)                  | Pr. du s. San Piero Scheraggio. |
| 15 avril 1304-14 juin 1304       | Neri del Giudice                         | Pr. du s. San Piero Scheraggio. |
| 15 avril 1304-14 juin 1304       | Ser Medico Aliotti                       | Pr. du s. Borgo. |
| 15 avril 1304-14 juin 1304       | Tignoso Bellandi                         | Pr. du s. Borgo. |
| 15 avril 1304-14 juin 1304       | Rosso di Geri dello Strozza Strozzi      | Pr. du s. San Pancrazio. |
| 15 avril 1304-14 juin 1304       | Bartolo Orlandini                        | Pr. du s. San Pancrazio. |
| 15 avril 1304-14 juin 1304       | Franco di Ranieri da Fiesole             | Pr. du s. Porta del Duomo. |
| 15 avril 1304-14 juin 1304       | Tedice Manovelli                         | Pr. du s. Porta del Duomo. |
| 15 avril 1304-14 juin 1304       | Mess. Lotto del Maestro Salvi Salviati   | Pr. du s. Porta San Piero. Juge. |
| 15 avril 1304-14 juin 1304       | Durante di Mess. Buonfantino             | Pr. du s. Porta San Piero. |
| 15 juin 1304-14 août 1304        | Bartolo Bandini                          | Gonf. issu du s. Oltrarno. |
| 15 juin 1304-14 août 1304        | Bindo di Firenze Machiavelli             | Pr. du s. Oltrarno. |
| 15 juin 1304-14 août 1304        | Deo Bentaccordi (ou Bentaccorda)         | Pr. du s. San Piero Scheraggio. |
| 15 juin 1304-14 août 1304        | Cecco Corsi                              | Pr. du s. Borgo. |
| 15 juin 1304-14 août 1304        | Ser Matteo Biliotti                      | Pr. du s. San Pancrazio. |
| 15 juin 1304-14 août 1304        | Guccio di Bonaggiunta de'Medici          | Pr. du s. Porta del Duomo. |
| 15 juin 1304-14 août 1304        | Ghino Cantori                            | Pr. du s. Porta San Piero. |
| 15 août 1304-14 octobre 1304     | Bartolino di Cenni Alberti               | Gonf. issu du s. San Piero Scheraggio. |
| 15 août 1304-14 octobre 1304     | Jacopo di Ser Michele                    | Pr. du s. Oltrarno. |
| 15 août 1304-14 octobre 1304     | Gregorio Raffacani                       | Pr. du s. San Piero Scheraggio. |
| 15 août 1304-14 octobre 1304     | Monte Acciaiuoli                         | Pr. du s. Borgo. |
| 15 août 1304-14 octobre 1304     | Bernardo di Pagno Bordoni                | Pr. du s. San Pancrazio. |
| 15 août 1304-14 octobre 1304     | Mess. Alberto Rosoni                     | Pr. du s. Porta del Duomo. |
| 15 août 1304-14 octobre 1304     | Lotto Ardinghi                           | Pr. du s. Porta San Piero. |
| 15 octobre 1304-14 décembre 1304 | Nello di Guido Malegonnelle              | Gonf. issu du s. San Pancrazio. |
| 15 octobre 1304-14 décembre 1304 | Neri Corsini                             | Pr. du s. Oltrarno. |
| 15 octobre 1304-14 décembre 1304 | Cenni di Ricco Risaliti                  | Pr. du s. San Piero Scheraggio. |
| 15 octobre 1304-14 décembre 1304 | Ser Giovanni Siminetti                   | Pr. du s. Borgo. Condamné à 100 lires d'amende pour ne pas s'être présenté, avant d'entrer en charge, à la cérémonie de prestation de serment du 14 octobre. Cette amende a cependant été annulée le 4 décembre. |
| 15 octobre 1304-14 décembre 1304 | Mari Spinelli da Mosciano                | Pr. du s. San Pancrazio. Également condamné à 100 lires d'amende, pour les mêmes raisons que Giovanni Siminetti. Cette amende a également été annulée.                                                           |
| 15 octobre 1304-14 décembre 1304 | Benincasa di Falco                       | Pr. du s. Porta del Duomo. |
| 15 octobre 1304-14 décembre 1304 | Benzo di Guido de'Ricci                  | Pr. du s. Porta San Piero. |
| 15 décembre 1304-14 février 1305 | Lotto Delli                              | Gonf. issu du s. Porta del Duomo. |
| 15 décembre 1304-14 février 1305 | Giovanni Bonaccorsi                      | Pr. du s. Oltrarno. |
| 15 décembre 1304-14 février 1305 | Mess. Chiaro di Ser Venisti              | Pr. du s. San Piero Scheraggio. Juge. |
| 15 décembre 1304-14 février 1305 | Lapo di Donato Ardinghelli               | Pr. du s. Borgo. |
| 15 décembre 1304-14 février 1305 | Lapo dello Strozza Strozzi               | Pr. du s. San Pancrazio. |
| 15 décembre 1304-14 février 1305 | Manno di Lippo Manni                     | Pr. du s. Porta del Duomo. |
| 15 décembre 1304-14 février 1305 | Terzo di Cione Bonella                   | Pr. du s. Porta San Piero. |

## 1305
| Période de gouvernement          | Gonfaloniers de Justice et Prieurs                       | Notes                                 |
| -------------------------------- | -------------------------------------------------------- | ------------------------------------- |
| 15 décembre 1304-14 février 1305 | Lotto Delli                                              | Gonf. issu du s. Porta del Duomo.     |
| 15 décembre 1304-14 février 1305 | Giovanni Bonaccorsi                                      | Pr. du s. Oltrarno.                   |
| 15 décembre 1304-14 février 1305 | Mess. Chiaro di Ser Venisti                              | Pr. du s. San Piero Scheraggio. Juge. |
| 15 décembre 1304-14 février 1305 | Lapo di Donato Ardinghelli                               | Pr. du s. Borgo.                      |
| 15 décembre 1304-14 février 1305 | Lapo dello Strozza Strozzi                               | Pr. du s. San Pancrazio.              |
| 15 décembre 1304-14 février 1305 | Manno di Lippo Manni                                     | Pr. du s. Porta del Duomo.            |
| 15 décembre 1304-14 février 1305 | Terzo di Cione Bonella                                   | Pr. du s. Porta San Piero.            |
| 15 février 1305-14 avril 1305    | Tuccio Ferrucci                                          | Gonf. issu du s. Oltrarno.            |
| 15 février 1305-14 avril 1305    | Cenni Biliotti                                           | Pr. du s. Oltrarno.                   |
| 15 février 1305-14 avril 1305    | Manetto Bonricoveri                                      | Pr. du s. San Piero Scheraggio.       |
| 15 février 1305-14 avril 1305    | Tuccio di Dello degli Scilinguati                        | Pr. du s. Borgo.                      |
| 15 février 1305-14 avril 1305    | Feo di Cione Minerbetti                                  | Pr. du s. San Pancrazio.              |
| 15 février 1305-14 avril 1305    | Neri Uguccioni                                           | Pr. du s. Porta del Duomo.            |
| 15 février 1305-14 avril 1305    | Vanni di Benintendi degli Albizzi                        | Pr. du s. Porta San Piero.            |
| 15 avril 1305-14 juin 1305       | Doffo di Naddo della Rena                                | Gonf. issu du s. Porta San Piero.     |
| 15 avril 1305-14 juin 1305       | Nuccio di Messer Bardo Ammirati                          | Pr. du s. Oltrarno.                   |
| 15 avril 1305-14 juin 1305       | Duccio di Guido Mancini                                  | Pr. du s. San Piero Scheraggio.       |
| 15 avril 1305-14 juin 1305       | Bindo di Mess. Oddo Altoviti                             | Pr. du s. Borgo.                      |
| 15 avril 1305-14 juin 1305       | Lapo Attaviani                                           | Pr. du s. San Pancrazio.              |
| 15 avril 1305-14 juin 1305       | Maestro Durante di Mess. Bencivenni                      | Pr. du s. Porta del Duomo.            |
| 15 avril 1305-14 juin 1305       | Passa di Zato Passavanti                                 | Pr. du s. Porta San Piero.            |
| 15 juin 1305-14 août 1305        | Neri d'Aldobrandino Bellincioni                          | Gonf. issu du s. Borgo.               |
| 15 juin 1305-14 août 1305        | Priore di Ser Bartolo Banchi                             | Pr. du s. Oltrarno.                   |
| 15 juin 1305-14 août 1305        | Duccio di Gianni Bucelli                                 | Pr. du s. San Piero Scheraggio.       |
| 15 juin 1305-14 août 1305        | Simone di Gherardo del Bello                             | Pr. du s. Borgo.                      |
| 15 juin 1305-14 août 1305        | Fellaio Capitani                                         | Pr. du s. San Pancrazio.              |
| 15 juin 1305-14 août 1305        | Tuccio di Ser Ciapo da Piano                             | Pr. du s. Porta del Duomo.            |
| 15 juin 1305-14 août 1305        | Lapo Gianiani Rinaldelli                                 | Pr. du s. Porta San Piero.            |
| 15 août 1305-14 octobre 1305     | Niccolò di Martino da Cerreto                            | Gonf. issu du s. Porta del Duomo.     |
| 15 août 1305-14 octobre 1305     | Simone di Tuccio Guicciardini                            | Pr. du s. Oltrarno.                   |
| 15 août 1305-14 octobre 1305     | Cerrino Giamboni                                         | Pr. du s. San Piero Scheraggio.       |
| 15 août 1305-14 octobre 1305     | Mess Rinieri del Forese                                  | Pr. du s. Borgo. Juge.                |
| 15 août 1305-14 octobre 1305     | Duccio di Palla di Bernardo Anselmi                      | Pr. du s. San Pancrazio.              |
| 15 août 1305-14 octobre 1305     | Betto Rinaldi                                            | Pr. du s. Porta del Duomo.            |
| 15 août 1305-14 octobre 1305     | Vieri di Falco Davanzati                                 | Pr. du s. Porta San Piero.            |
| 15 octobre 1305-14 décembre 1305 | Piero Guadagni                                           | Gonf. issu du s. Porta San Piero.     |
| 15 octobre 1305-14 décembre 1305 | Ser Bellincione di Ser Dati Cacciafuori                  | Pr. du s. Oltrarno.                   |
| 15 octobre 1305-14 décembre 1305 | Recco da Diacceto (ou Ricco de Glaceto, ou da Ghiacceto) | Pr. du s. San Piero Scheraggio.       |
| 15 octobre 1305-14 décembre 1305 | Lapo del Pace                                            | Pr. du s. Borgo.                      |
| 15 octobre 1305-14 décembre 1305 | Baldo Borghi                                             | Pr. du s. San Pancrazio.              |
| 15 octobre 1305-14 décembre 1305 | Bindo Spigliati                                          | Pr. du s. Porta del Duomo.            |
| 15 octobre 1305-14 décembre 1305 | Salvino Dirittafede                                      | Pr. du s. Porta San Piero.            |
| 15 décembre 1305-14 février 1306 | Arrigo di Sassolo Sassolini                              | Gonf. issu du s. Oltrarno.            |
| 15 décembre 1305-14 février 1306 | Mess. Uberto di Mess. Jacopo da Certaldo                 | Pr. du s. Oltrarno.                   |
| 15 décembre 1305-14 février 1306 | Meglino di Jacopo Magaldi                                | Pr. du s. San Piero Scheraggio.       |
| 15 décembre 1305-14 février 1306 | Giovanni di Benci Manovelli                              | Pr. du s. Borgo.                      |
| 15 décembre 1305-14 février 1306 | Pugio Belcari                                            | Pr. du s. San Pancrazio.              |
| 15 décembre 1305-14 février 1306 | Geri Cardinali                                           | Pr. du s. Porta del Duomo.            |
| 15 décembre 1305-14 février 1306 | Lippo di Centinaio                                       | Pr. du s. Porta San Piero.            |

## 1306
| Période de gouvernement          | Gonfaloniers de Justice et Prieurs                          | Notes                                                                 |
| -------------------------------- | ----------------------------------------------------------- | --------------------------------------------------------------------- |
| 15 décembre 1305-14 février 1306 | Arrigo di Sassolo Sassolini                                 | Gonf. issu du s. Oltrarno.                                            |
| 15 décembre 1305-14 février 1306 | Mess. Uberto di Mess. Jacopo da Certaldo                    | Pr. du s. Oltrarno.                                                   |
| 15 décembre 1305-14 février 1306 | Meglino di Jacopo Magaldi                                   | Pr. du s. San Piero Scheraggio.                                       |
| 15 décembre 1305-14 février 1306 | Giovanni di Benci Manovelli                                 | Pr. du s. Borgo.                                                      |
| 15 décembre 1305-14 février 1306 | Pugio Belcari                                               | Pr. du s. San Pancrazio.                                              |
| 15 décembre 1305-14 février 1306 | Geri Cardinali                                              | Pr. du s. Porta del Duomo.                                            |
| 15 décembre 1305-14 février 1306 | Lippo di Centinaio                                          | Pr. du s. Porta San Piero.                                            |
| 15 février 1306-14 avril 1306    | Ciangheri di Boninsegna Beccanugi (ou Cianglieri Beccanugi) | Gonf. issu du s. San Pancrazio.                                       |
| 15 février 1306-14 avril 1306    | Cione Benintendi                                            | Pr. du s. Oltrarno.                                                   |
| 15 février 1306-14 avril 1306    | Mess. Giovanni Rustichelli                                  | Pr. du s. San Piero Scheraggio. Juge.                                 |
| 15 février 1306-14 avril 1306    | Cambio di Nero Cambi                                        | Pr. du s. Borgo.                                                      |
| 15 février 1306-14 avril 1306    | Ricco Arlotti                                               | Pr. du s. San Pancrazio.                                              |
| 15 février 1306-14 avril 1306    | Vieri del Bello Rondinelli                                  | Pr. du s. Porta del Duomo.                                            |
| 15 février 1306-14 avril 1306    | Lando Biliotti                                              | Pr. du s. Porta San Piero.                                            |
| 15 avril 1306-14 juin 1306       | Caccino Bonciani                                            | Gonf. issu du s. Borgo.                                               |
| 15 avril 1306-14 juin 1306       | Mess. Geppo del Maestro Lamberto                            | Pr. du s. Oltrarno. Juge.                                             |
| 15 avril 1306-14 juin 1306       | Cione di Bencivenni da Magnale                              | Pr. du s. San Piero Scheraggio.                                       |
| 15 avril 1306-14 juin 1306       | Bizzo Cambi                                                 | Pr. du s. Borgo.                                                      |
| 15 avril 1306-14 juin 1306       | Nato Periccioli                                             | Pr. du s. San Pancrazio.                                              |
| 15 avril 1306-14 juin 1306       | Lapo di Giambono de'Medici                                  | Pr. du s. Porta del Duomo.                                            |
| 15 avril 1306-14 juin 1306       | Chiaramontese degli Uccellini                               | Pr. du s. Porta San Piero.                                            |
| 15 juin 1306-14 août 1306        | Neri di Pepe Pepi                                           | Gonf. issu du s. San Piero Scheraggio.                                |
| 15 juin 1306-14 août 1306        | Casino Sassini                                              | Pr. du s. Oltrarno.                                                   |
| 15 juin 1306-14 août 1306        | Maestro Fagno Spigliati                                     | Pr. du s. San Piero Scheraggio. Médecin.                              |
| 15 juin 1306-14 août 1306        | Bonaccorso di Cino della Badessa                            | Pr. du s. Borgo.                                                      |
| 15 juin 1306-14 août 1306        | Vanni di Puccio Benvenuti                                   | Pr. du s. San Pancrazio.                                              |
| 15 juin 1306-14 août 1306        | Buto di Ricco Davanzi                                       | Pr. du s. Porta del Duomo.                                            |
| 15 juin 1306-14 août 1306        | Giagnino de'Giugni                                          | Pr. du s. Porta San Piero. Mort en charge.                            |
| 15 juin 1306-14 août 1306        | Maestro Cambio del Maestro Salvi Salviati                   | Pr. du s. Porta San Piero. Élu en remplacement de Giagnino de'Giugni. |
| 15 août 1306-14 octobre 1306     | Lapo di Mess. Angiolino de'Magli                            | Gonf. issu du s. Oltrarno.                                            |
| 15 août 1306-14 octobre 1306     | Mess. Jacopo da Certaldo                                    | Pr. du s. Oltrarno. Expert en droit (iurisperitus).                   |
| 15 août 1306-14 octobre 1306     | Battagliuzzo Rustichelli                                    | Pr. du s. San Piero Scheraggio.                                       |
| 15 août 1306-14 octobre 1306     | Piero di Mess. Oddo degli Altoviti                          | Pr. du s. Borgo.                                                      |
| 15 août 1306-14 octobre 1306     | Cecco di Ciaio Ristori (ou Ristori del Barone)              | Pr. du s. San Pancrazio.                                              |
| 15 août 1306-14 octobre 1306     | Taddeo di Mess. Aldobrando da Cerreto                       | Pr. du s. Porta del Duomo.                                            |
| 15 août 1306-14 octobre 1306     | Ricciardo di Cione de'Ricci                                 | Pr. du s. Porta San Piero.                                            |
| 15 octobre 1306-14 décembre 1306 | Giannozzo di Duccio Bucelli                                 | Gonf. issu du s. San Piero Scheraggio.                                |
| 15 octobre 1306-14 décembre 1306 | Ciore di Maffeo Pitti                                       | Pr. du s. Oltrarno.                                                   |
| 15 octobre 1306-14 décembre 1306 | Giotto d'Arnoldo Peruzzi                                    | Pr. du s. San Piero Scheraggio.                                       |
| 15 octobre 1306-14 décembre 1306 | Bellincione di Neri Aldobrandini                            | Pr. du s. Borgo.                                                      |
| 15 octobre 1306-14 décembre 1306 | Anselmo di Palla di Bernardo Anselmi                        | Pr. du s. San Pancrazio.                                              |
| 15 octobre 1306-14 décembre 1306 | Bezzolo di Forte Bezzoli                                    | Pr. du s. Porta del Duomo.                                            |
| 15 octobre 1306-14 décembre 1306 | Ser Arrigo de'Rocchi                                        | Pr. du s. Porta San Piero.                                            |
| 15 décembre 1306-14 février 1307 | Chele di Pagno Bordoni                                      | Gonf. issu du s. San Pancrazio.                                       |
| 15 décembre 1306-14 février 1307 | Boninsegna d'Agnolo Machiavelli                             | Pr. du s. Oltrarno.                                                   |
| 15 décembre 1306-14 février 1307 | Dono Gusci                                                  | Pr. du s. San Piero Scheraggio.                                       |
| 15 décembre 1306-14 février 1307 | Francesco Ardinghelli                                       | Pr. du s. Borgo.                                                      |
| 15 décembre 1306-14 février 1307 | Mess. Ubertino dello Strozza Strozzi                        | Pr. du s. San Pancrazio.                                              |
| 15 décembre 1306-14 février 1307 | Amadore Ridolfi                                             | Pr. du s. Porta del Duomo.                                            |
| 15 décembre 1306-14 février 1307 | Uberto di Lando degli Albizzi                               | Pr. du s. Porta San Piero.                                            |

## 1307
| Période de gouvernement          | Gonfaloniers de Justice et Prieurs   | Notes                                                                                                 |
| -------------------------------- | ------------------------------------ | --- |
| 15 décembre 1306-14 février 1307 | Chele di Pagno Bordoni               | Gonf. issu du s. San Pancrazio.                                                                       |
| 15 décembre 1306-14 février 1307 | Boninsegna d'Agnolo Machiavelli      | Pr. du s. Oltrarno.                                                                                   |
| 15 décembre 1306-14 février 1307 | Dono Gusci                           | Pr. du s. San Piero Scheraggio.                                                                       |
| 15 décembre 1306-14 février 1307 | Francesco Ardinghelli                | Pr. du s. Borgo.                                                                                      |
| 15 décembre 1306-14 février 1307 | Mess. Ubertino dello Strozza Strozzi | Pr. du s. San Pancrazio.                                                                              |
| 15 décembre 1306-14 février 1307 | Amadore Ridolfi                      | Pr. du s. Porta del Duomo.                                                                            |
| 15 décembre 1306-14 février 1307 | Uberto di Lando degli Albizzi        | Pr. du s. Porta San Piero.                                                                            |
| 15 février 1307-14 avril 1307    | Dardano di Tingo Acciaiuoli          | Gonf. issu du s. Borgo.                                                                               |
| 15 février 1307-14 avril 1307    | Ser Cambio di Buonaguida             | Pr. du s. Oltrarno.                                                                                   |
| 15 février 1307-14 avril 1307    | Donato di Lamberto dell'Antella      | Pr. du s. San Piero Scheraggio.                                                                       |
| 15 février 1307-14 avril 1307    | Cecco Corsi                          | Pr. du s. Borgo.                                                                                      |
| 15 février 1307-14 avril 1307    | Lapo di Corso de'Minerbetti          | Pr. du s. San Pancrazio.                                                                              |
| 15 février 1307-14 avril 1307    | Donato di Lapo Viviani               | Pr. du s. Porta del Duomo.                                                                            |
| 15 février 1307-14 avril 1307    | Cionetto di Giovenco de'Bastari      | Pr. du s. Porta San Piero.                                                                            |
| 15 avril 1307-14 juin 1307       | Ardingo di Buonagiunta de'Medici     | Gonf. issu du s. Porta del Duomo.                                                                     |
| 15 avril 1307-14 juin 1307       | Deo di Bardo de'Bardi                | Pr. du s. Oltrarno.                                                                                   |
| 15 avril 1307-14 juin 1307       | Massaio Raffacani                    | Pr. du s. San Piero Scheraggio.                                                                       |
| 15 avril 1307-14 juin 1307       | Mess. Fazio da Signa                 | Pr. du s. Borgo. Expert en droit (iurisperitus).                                                      |
| 15 avril 1307-14 juin 1307       | Cenni di Nardo di Giunta Rucellai    | Pr. du s. San Pancrazio.                                                                              |
| 15 avril 1307-14 juin 1307       | Ser Alberto Almizzini (ou Amizzini)  | Pr. du s. Porta del Duomo. Notaire.                                                                   |
| 15 avril 1307-14 juin 1307       | Cino di Buoso degli Uccellini        | Pr. du s. Porta San Piero.                                                                            |
| 15 juin 1307-14 août 1307        | Giovanni di Guido de'Giugni          | Gonf. issu du s. Porta San Piero. Certaines sources mentionnent à tort de'Ricci au lieu de de'Giugni. |
| 15 juin 1307-14 août 1307        | Renzo di Filippo Soderini            | Pr. du s. Oltrarno.                                                                                   |
| 15 juin 1307-14 août 1307        | Cione di Gherardino Magalotti        | Pr. du s. San Piero Scheraggio.                                                                       |
| 15 juin 1307-14 août 1307        | Avvocato di Gherardo del Bello       | Pr. du s. Borgo.                                                                                      |
| 15 juin 1307-14 août 1307        | Ammannato di Rota Beccanugi          | Pr. du s. San Pancrazio.                                                                              |
| 15 juin 1307-14 août 1307        | Piero Borghi del Manzuolo            | Pr. du s. Porta del Duomo.                                                                            |
| 15 juin 1307-14 août 1307        | Mess. Ubaldo d'Aguglione             | Pr. du s. Porta San Piero. Juge.                                                                      |
| 15 août 1307-14 octobre 1307     | Vinta del Caccia Altoviti            | Gonf. issu du s. Borgo.                                                                               |
| 15 août 1307-14 octobre 1307     | Neri Corsini                         | Pr. du s. Oltrarno.                                                                                   |
| 15 août 1307-14 octobre 1307     | Rinieri di Pacino d'Arnoldo Peruzzi  | Pr. du s. San Piero Scheraggio.                                                                       |
| 15 août 1307-14 octobre 1307     | Monte di Mannino Acciaiuoli          | Pr. du s. Borgo.                                                                                      |
| 15 août 1307-14 octobre 1307     | Mess. Orlando Marini                 | Pr. du s. San Pancrazio. Juge.                                                                        |
| 15 août 1307-14 octobre 1307     | Nello Rinucci                        | Pr. du s. Porta del Duomo.                                                                            |
| 15 août 1307-14 octobre 1307     | Torrigiano di Guido Orlandi          | Pr. du s. Porta San Piero.                                                                            |
| 15 octobre 1307-14 décembre 1307 | Passa di Zato Passavanti             | Gonf. issu du s. Porta San Piero.                                                                     |
| 15 octobre 1307-14 décembre 1307 | Jacopo di Mess. Berlinghieri Marsili | Pr. du s. Oltrarno.                                                                                   |
| 15 octobre 1307-14 décembre 1307 | Bello di Lippo Mancini               | Pr. du s. San Piero Scheraggio.                                                                       |
| 15 octobre 1307-14 décembre 1307 | Lapo Rinnovati                       | Pr. du s. Borgo.                                                                                      |
| 15 octobre 1307-14 décembre 1307 | Filippo Aldobrandini                 | Pr. du s. San Pancrazio.                                                                              |
| 15 octobre 1307-14 décembre 1307 | Bartolo Borghi Rinaldi               | Pr. du s. Porta del Duomo.                                                                            |
| 15 octobre 1307-14 décembre 1307 | Lotto Ardinghi                       | Pr. du s. Porta San Piero.                                                                            |
| 15 décembre 1307-14 février 1308 | Banco di Guarnieri del Bene          | Gonf. issu du s. Oltrarno.                                                                            |
| 15 décembre 1307-14 février 1308 | Bacherino Bertoldi                   | Pr. du s. Oltrarno.                                                                                   |
| 15 décembre 1307-14 février 1308 | Rinaldo Baroncelli                   | Pr. du s. San Piero Scheraggio.                                                                       |
| 15 décembre 1307-14 février 1308 | Maso di Benci Manovelli              | Pr. du s. Borgo.                                                                                      |
| 15 décembre 1307-14 février 1308 | Ser Matteo Biliotti                  | Pr. du s. San Pancrazio.                                                                              |
| 15 décembre 1307-14 février 1308 | Falco del Bello Rondinelli           | Pr. du s. Porta del Duomo.                                                                            |
| 15 décembre 1307-14 février 1308 | Durante di Mess. Bonfantino          | Pr. du s. Porta San Piero.                                                                            |

## 1308
| Période de gouvernement          | Gonfaloniers de Justice et Prieurs           | Notes                                                      |
| -------------------------------- | -------------------------------------------- | ---------------------------------------------------------- |
| 15 décembre 1307-14 février 1308 | Banco di Guarnieri del Bene                  | Gonf. issu du s. Oltrarno.                                 |
| 15 décembre 1307-14 février 1308 | Bacherino Bertoldi                           | Pr. du s. Oltrarno.                                        |
| 15 décembre 1307-14 février 1308 | Rinaldo Baroncelli                           | Pr. du s. San Piero Scheraggio.                            |
| 15 décembre 1307-14 février 1308 | Maso di Benci Manovelli                      | Pr. du s. Borgo.                                           |
| 15 décembre 1307-14 février 1308 | Ser Matteo Biliotti                          | Pr. du s. San Pancrazio.                                   |
| 15 décembre 1307-14 février 1308 | Falco del Bello Rondinelli                   | Pr. du s. Porta del Duomo.                                 |
| 15 décembre 1307-14 février 1308 | Durante di Mess. Bonfantino                  | Pr. du s. Porta San Piero.                                 |
| 15 février 1308-14 avril 1308    | Deo di Matteo Bentaccordi (ou Bentaccorda)   | Gonf. issu du s. San Piero Scheraggio.                     |
| 15 février 1308-14 avril 1308    | Bonaccorso di Michele                        | Pr. du s. Oltrarno.                                        |
| 15 février 1308-14 avril 1308    | Lapo di Talento Bucelli                      | Pr. du s. San Piero Scheraggio.                            |
| 15 février 1308-14 avril 1308    | Cambio di Guido Chiari                       | Pr. du s. Borgo.                                           |
| 15 février 1308-14 avril 1308    | Chiaro di Ser Carradore Temperani            | Pr. du s. San Pancrazio.                                   |
| 15 février 1308-14 avril 1308    | Mess. Alberto Rosoni                         | Pr. du s. Porta del Duomo. Juge.                           |
| 15 février 1308-14 avril 1308    | Luti Dirittafede                             | Pr. du s. Porta San Piero.                                 |
| 15 avril 1308-14 juin 1308       | Lippo di Puccio Benvenuti                    | Gonf. issu du s. San Pancrazio.                            |
| 15 avril 1308-14 juin 1308       | Leone di Tuccio Guicciardini                 | Pr. du s. Oltrarno.                                        |
| 15 avril 1308-14 juin 1308       | Bello Alberti                                | Pr. du s. San Piero Scheraggio.                            |
| 15 avril 1308-14 juin 1308       | Tuccio di Dello degli Scilinguati            | Pr. du s. Borgo.                                           |
| 15 avril 1308-14 juin 1308       | Bernardo di Pagno Bordoni                    | Pr. du s. San Pancrazio.                                   |
| 15 avril 1308-14 juin 1308       | Ser Rustico Consigli                         | Pr. du s. Porta del Duomo.                                 |
| 15 avril 1308-14 juin 1308       | Ricco di Ser Compagno degli Albizzi          | Pr. du s. Porta San Piero.                                 |
| 15 juin 1308-14 août 1308        | Tuccio di Ser Ciapo dal Pino                 | Gonf. issu du s. Porta del Duomo.                          |
| 15 juin 1308-14 août 1308        | Bartolo di Cione Benintendi                  | Pr. du s. Oltrarno.                                        |
| 15 juin 1308-14 août 1308        | Duccio di Macche Devezzi                     | Pr. du s. San Piero Scheraggio.                            |
| 15 juin 1308-14 août 1308        | Ser Medico Aliotti                           | Pr. du s. Borgo.                                           |
| 15 juin 1308-14 août 1308        | Ubertino di Rosso dello Strozza              | Pr. du s. San Pancrazio.                                   |
| 15 juin 1308-14 août 1308        | Neri di Forte Bezzoli (ou Bezzuoli)          | Pr. du s. Porta del Duomo.                                 |
| 15 juin 1308-14 août 1308        | Mess. Bartolo de'Ricci                       | Pr. du s. Porta San Piero. Expert en droit (iurisperitus). |
| 15 août 1308-14 octobre 1308     | Lapo Velluti                                 | Gonf. issu du s. Oltrarno.                                 |
| 15 août 1308-14 octobre 1308     | Neri Ridolfi                                 | Pr. du s. Oltrarno.                                        |
| 15 août 1308-14 octobre 1308     | Cambino Candeghi                             | Pr. du s. San Piero Scheraggio.                            |
| 15 août 1308-14 octobre 1308     | Neri Aldobrandini Bellincioni                | Pr. du s. Borgo.                                           |
| 15 août 1308-14 octobre 1308     | Manno Attaviani                              | Pr. du s. San Pancrazio.                                   |
| 15 août 1308-14 octobre 1308     | Guccio di Bonaggiunta de'Medici              | Pr. du s. Porta del Duomo.                                 |
| 15 août 1308-14 octobre 1308     | Ser Giovanni di Ser Benedetto Capitani       | Pr. du s. Porta San Piero.                                 |
| 15 octobre 1308-14 décembre 1308 | Nardo di Giunta Rucellai (ou Naddo Rucellai) | Gonf. issu du s. San Pancrazio.                            |
| 15 octobre 1308-14 décembre 1308 | Bartolo di Bernardino Bandini                | Pr. du s. Oltrarno.                                        |
| 15 octobre 1308-14 décembre 1308 | Neri di Jacopo Rimbertini (ou Rubertini)     | Pr. du s. San Piero Scheraggio.                            |
| 15 octobre 1308-14 décembre 1308 | Simone di Gherardo del Bello Gherardi        | Pr. du s. Borgo.                                           |
| 15 octobre 1308-14 décembre 1308 | Fellaio de'Capitani                          | Pr. du s. San Pancrazio.                                   |
| 15 octobre 1308-14 décembre 1308 | Lapo Bencivenni                              | Pr. du s. Porta del Duomo.                                 |
| 15 octobre 1308-14 décembre 1308 | Ugolino del Zampa de'Giugni                  | Pr. du s. Porta San Piero.                                 |
| 15 décembre 1308-14 février 1309 | Vieri di Falco Baldovini                     | Gonf. issu du s. Porta San Piero.                          |
| 15 décembre 1308-14 février 1309 | Giusto di Benci Amati                        | Pr. du s. Oltrarno.                                        |
| 15 décembre 1308-14 février 1309 | Donato di Lamberto dell'Antella              | Pr. du s. San Piero Scheraggio.                            |
| 15 décembre 1308-14 février 1309 | Pesce di Gusgio Pesci                        | Pr. du s. Borgo.                                           |
| 15 décembre 1308-14 février 1309 | Anselmo di Palla di Bernardo Anselmi         | Pr. du s. San Pancrazio.                                   |
| 15 décembre 1308-14 février 1309 | Lapo di Pace Struffaldi                      | Pr. du s. Porta del Duomo.                                 |
| 15 décembre 1308-14 février 1309 | Lapo di Jacopo Covoni                        | Pr. du s. Porta San Piero.                                 |

## 1309
| Période de gouvernement          | Gonfaloniers de Justice et Prieurs                                            | Notes                                            |
| -------------------------------- | ----------------------------------------------------------------------------- | ------------------------------------------------ |
| 15 décembre 1308-14 février 1309 | Vieri di Falco Baldovini                                                      | Gonf. issu du s. Porta San Piero.                |
| 15 décembre 1308-14 février 1309 | Giusto di Benci Amati                                                         | Pr. du s. Oltrarno.                              |
| 15 décembre 1308-14 février 1309 | Donato di Lamberto dell'Antella                                               | Pr. du s. San Piero Scheraggio.                  |
| 15 décembre 1308-14 février 1309 | Pesce di Gusgio Pesci                                                         | Pr. du s. Borgo.                                 |
| 15 décembre 1308-14 février 1309 | Anselmo di Palla di Bernardo Anselmi                                          | Pr. du s. San Pancrazio.                         |
| 15 décembre 1308-14 février 1309 | Lapo di Pace Struffaldi                                                       | Pr. du s. Porta del Duomo.                       |
| 15 décembre 1308-14 février 1309 | Lapo di Jacopo Covoni                                                         | Pr. du s. Porta San Piero.                       |
| 15 février 1309-14 avril 1309    | Bianco di Giova Aglioni                                                       | Gonf. issu du s. Oltrarno.                       |
| 15 février 1309-14 avril 1309    | Boninsegna d'Angiolino Machiavelli                                            | Pr. du s. Oltrarno.                              |
| 15 février 1309-14 avril 1309    | Coppo di Borghese Migliorati                                                  | Pr. du s. San Piero Scheraggio.                  |
| 15 février 1309-14 avril 1309    | Francesco Bonaccorsi                                                          | Pr. du s. Borgo.                                 |
| 15 février 1309-14 avril 1309    | Pagno di Mess. Bonaccorso Bordoni                                             | Pr. du s. San Pancrazio.                         |
| 15 février 1309-14 avril 1309    | Donato di Lapo Viviani                                                        | Pr. du s. Porta del Duomo.                       |
| 15 février 1309-14 avril 1309    | Ser Arrigo de'Rocchi                                                          | Pr. du s. Porta San Piero.                       |
| 15 avril 1309-14 juin 1309       | Uguccione Tizzoni                                                             | Gonf. issu du s. San Piero Scheraggio.           |
| 15 avril 1309-14 juin 1309       | Mess. Geppo di Maestro Lamberto                                               | Pr. du s. Oltrarno.                              |
| 15 avril 1309-14 juin 1309       | Arnoldo Peruzzi                                                               | Pr. du s. San Piero Scheraggio.                  |
| 15 avril 1309-14 juin 1309       | Dardano di Maso Bonciani                                                      | Pr. du s. Borgo.                                 |
| 15 avril 1309-14 juin 1309       | Ricco d'Arlotto                                                               | Pr. du s. San Pancrazio.                         |
| 15 avril 1309-14 juin 1309       | Nello Rinucci                                                                 | Pr. du s. Porta del Duomo.                       |
| 15 avril 1309-14 juin 1309       | Maestro Cambio del Maestro Salvi Salviati                                     | Pr. du s. Porta San Piero.                       |
| 15 juin 1309-14 août 1309        | Dardano di Tingo Acciaiuoli                                                   | Gonf. issu du s. Borgo.                          |
| 15 juin 1309-14 août 1309        | Giovanni del Baldese                                                          | Pr. du s. Oltrarno.                              |
| 15 juin 1309-14 août 1309        | Mess. Giovanni Rustichelli                                                    | Pr. du s. San Piero Scheraggio.                  |
| 15 juin 1309-14 août 1309        | Francesco d'Ubaldino Ardinghelli                                              | Pr. du s. Borgo.                                 |
| 15 juin 1309-14 août 1309        | Maso Aldobrandini                                                             | Pr. du s. San Pancrazio.                         |
| 15 juin 1309-14 août 1309        | Buto di Ricco Davanzi                                                         | Pr. du s. Porta del Duomo.                       |
| 15 juin 1309-14 août 1309        | Vanni di Benintendi degli Albizzi                                             | Pr. du s. Porta San Piero.                       |
| 15 août 1309-14 octobre 1309     | Lapo dello Strozza Strozzi                                                    | Gonf. issu du s. San Pancrazio.                  |
| 15 août 1309-14 octobre 1309     | Giovanni Bonaccorsi                                                           | Pr. du s. Oltrarno.                              |
| 15 août 1309-14 octobre 1309     | Buoso di Risalito di Rosso Risaliti                                           | Pr. du s. San Piero Scheraggio.                  |
| 15 août 1309-14 octobre 1309     | Mess. Fazio di Rinaldo da Signa                                               | Pr. du s. Borgo. Expert en droit (iurisperitus). |
| 15 août 1309-14 octobre 1309     | Teghiaio Beccanugi                                                            | Pr. du s. San Pancrazio.                         |
| 15 août 1309-14 octobre 1309     | Geri Cardinali                                                                | Pr. du s. Porta del Duomo.                       |
| 15 août 1309-14 octobre 1309     | Bartolo di Lotto Bischeri                                                     | Pr. du s. Porta San Piero.                       |
| 15 octobre 1309-14 décembre 1309 | Vieri del Bello Rondinelli                                                    | Gonf. issu du s. Porta del Duomo.                |
| 15 octobre 1309-14 décembre 1309 | Barone di Risalito Baroni                                                     | Pr. du s. Oltrarno.                              |
| 15 octobre 1309-14 décembre 1309 | Manetto Bonricoveri                                                           | Pr. du s. San Piero Scheraggio.                  |
| 15 octobre 1309-14 décembre 1309 | Ugo di Mess. Oddo Altoviti                                                    | Pr. du s. Borgo.                                 |
| 15 octobre 1309-14 décembre 1309 | Spinello di Primerano da Mosciano                                             | Pr. du s. San Pancrazio.                         |
| 15 octobre 1309-14 décembre 1309 | Averardo de'Medici                                                            | Pr. du s. Porta del Duomo.                       |
| 15 octobre 1309-14 décembre 1309 | Mess. Jacopo di Neri de'Ricci                                                 | Pr. du s. Porta San Piero. Juge.                 |
| 15 décembre 1309-14 février 1310 | Bezzolo di Forte Bezzoli (ou Bezolo de'Bezoli, ou Bezzola del Forte Bezzuoli) | Gonf. issu du s. Porta del Duomo.                |
| 15 décembre 1309-14 février 1310 | Cenni Biliotti                                                                | Pr. du s. Oltrarno.                              |
| 15 décembre 1309-14 février 1310 | Duccio di Guido Mancini                                                       | Pr. du s. San Piero Scheraggio.                  |
| 15 décembre 1309-14 février 1310 | Simone d'Arrighetto degli Abbruciati                                          | Pr. du s. Borgo.                                 |
| 15 décembre 1309-14 février 1310 | Vanni di Puccio Benvenuti                                                     | Pr. du s. San Pancrazio.                         |
| 15 décembre 1309-14 février 1310 | Bartolo Anchioni                                                              | Pr. du s. Porta del Duomo.                       |
| 15 décembre 1309-14 février 1310 | Vezzo Vezzosi                                                                 | Pr. du s. Porta San Piero.                       |